# Gros Van
Gros Van är en bergstopp i Schweiz. Den ligger i distriktet Aigle och kantonen Vaud, i den sydvästra delen av landet, 70 km söder om huvudstaden Bern. Toppen på Gros Van är 2 189 meter över havet.